# Mikroregion Soledade

Mikroregion Soledade

Mikroregion Soledade – mikroregion w brazylijskim stanie Rio Grande do Sul należący do mezoregionu Noroeste Rio-Grandense. Ma powierzchnię 3.616,05 km²

## Gminy
- Barros Cassal
- Fontoura Xavier
- Ibirapuitã
- Lagoão
- Mormaço
- São José do Herval
- Soledade
- Tunas